# Jennifer van Dijk-Silos
Jennifer Victorine van Dijk-Silos (sinh ngày 13 tháng 12 năm 1954) là một chính trị gia của Đảng Dân chủ Quốc gia nhà nước Suriname. Cô là Bộ trưởng Bộ Tư pháp và Cảnh sát từ tháng 8 năm 2015 đến tháng 3 năm 2017.

## Công việc
Vào tháng 8 năm 2015, Van Dijk-Silos được bổ nhiệm làm Bộ trưởng Bộ Tư pháp và Cảnh sát. Cô ấy thay thế vị trí của người tiền nhiệm là Edward Belfort.
Van Dijk-Silos là chủ tịch của Ủy ban bầu cử độc lập (tiếng Hà Lan: Onafhankelijke Kiescommissie) trong mười hai năm trước khi bà được bổ nhiệm làm bộ trưởng. Cô cũng thành lập một công ty luật của riêng cho mình, sau đó cô đã chuyển cho con gái mình thừa kế và quản lý.
Vào ngày 7 tháng 7 năm 2016, các đảng đối lập gồm Đảng Dân chủ thay thế năm 91 và Đảng Lao động Suriname, đã yêu cầu Van Dijk-Silos từ chức vì những bình luận mà cô đã đưa ra trong phiên tòa xét xử vụ giết người tháng 12. Ngày hôm sau, nhiều nghị sĩ tham gia cuộc kêu gọi. Van Dijk-Silos nói rằng cô không có bình luận gì cho lời kêu gọi từ chức của mình.
Vào ngày 21 tháng 3 năm 2017, Tổng thống Dési Bouterse yêu cầu Van Dijk-Silos từ chức. Van Dijk-Silos đã từ chối và sau đó Tổng thống Bouterse ra Quyết định miễn nhiệm chức vụ của cô. Vào ngày 23 tháng 3 năm 2017, Ferdinand Welzijn tạm thời thay thế vai trò của Van Dijk-Silos trong Chính phủ.